# Isohypsibius longiunguis
Isohypsibius longiunguis är en djurart som tillhör fylumet trögkrypare, och som beskrevs av Giovanni Pilato 1974. Isohypsibius longiunguis ingår i släktet Isohypsibius och familjen Hypsibiidae. Inga underarter finns listade i Catalogue of Life.